# Стрелецкая улица (Чернигов)
Стрелецкая улица или Стрелковая улица (укр. Стрілецька вулиця) — улица в Деснянском районе города Чернигова. Пролегает от улицы Курсанта Еськова — площади Авиаторов до тупика, исторически сложившаяся местность (район) Яловщина.
Примыкают улицы Юрия Мезенцева, Алексеева, Василия Будника, Добровольцев.
По названию улицы именуется остановка общественного транспорта, расположенная по улице Курсанта Еськова на площади Авиаторов.

## История
Улица была проложена как безымянная дорога через специальные территории — авиационные базы №№ 201 и 205, существовавшие в период 1995-2004 годы. В 1990-е годы улица получила современное название — в честь 181-й стрелковой дивизии, одной из тех воинских формирований освобождавших город Чернигов от немецко-фашистских захватчиков; награждена орденом Красного знамени, а бойцы — званием Герой Советского Союза.
В 2010-е годы начал строиться квартал многоэтажной жилой застройки севернее автокооператива.

## Застройка
Стрелецкая улица с улицей Курсанта Еськова образовывает площадь Авиаторов. Улица пролегает в восточном направлении к  реке Стрижень, затем делает поворот в северном направлении и пролегает вдоль реки. Таким образом улица огибает с южной и затем восточной сторон территорию военной части А4444, а западнее военной части пролегает улица Курсанта Еськова.
Улица занята специальными территориями (военная часть), учреждениями обслуживания (учебные заведения), парная сторона — усадебная застройка, в конце улицы расположено коммунальное предприятие (гаражи). Севернее автокооператива № 24 расположен квартал многоэтажной жилой застройки улицы. Здания военной части — 3-этажные дома, симметричные, главные и тыловые фасады имеют по три ризалита. Южнее лицей у проезжей части улицы Еськова расположен стенд и стела посвященный истории училища лётчиков. 
Учреждения:
1. дом № 1 — военная часть А4444
2. дом № 1 — Музей авиации и космонавтики Черниговщины
3. дом № 1 — Черниговский лицей с усиленной военно-физической подготовкой — бывшее Черниговское высшее военное авиационное училище лётчиков
4. дом № 1/5 — Учебно-научный институт экономики Национального университета «Черниговская политехника»[3] — ранее Черниговский институт экономики и управления[4]
5. дом № 50 — автокооператив № 24

Мемориальные доски:
1. дом № 1 — участникам антитеррористической операции на востоке Украины Александру Борисовичу Сабаде, Юрию Юрьевичу Бутусову, Александру Михайловичу Стельмаху, Игорю Игоревичу Горбенко, Станиславу Григорьевичу Ковтуну, Вадиму Владимировичу Жеребило — на здании лицея, где учились